# Ulok Manik
Ulok Manik is een bestuurslaag in het regentschap Lampung Barat van de provincie Lampung, Indonesië. Ulok Manik telt 1070 inwoners (volkstelling 2010).